# 레이몽 뒤샹 비용

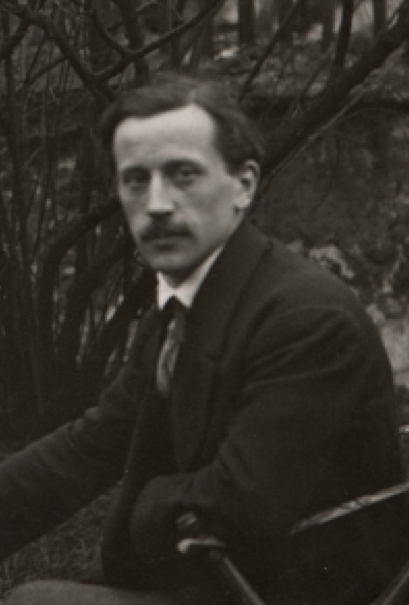

레이몽 뒤샹 비용(Raymond Duchamp-Villon, 1876년 11월 5일 ~ 1918년 10월 9일)은 프랑스의 조각가이다.
뒤샹 비용은 당빌에서 출생하였다. 입체파 화가인 마르셀 뒤샹과 자크 비용과는 형제간이다. 레이몽은 처음 의학을 공부했으나 1900년경 조각가로 전환하여 1901년에 파리로 나와 최초의 개인전을 개최하였다. 그의 초기 작품은 오귀스트 로댕의 강한 영향하에 있었지만 1910년경부터 형태의 대범한 처리를 특색으로 하는 독자적인 양식을 발전시켰다. 1911년 이후 그는 입체파 운동에 가담, 그 유력한 멤버로서 활약했다.
1914년의 작품 <말>은 그 제작의 정점을 이룬 작품으로 유명하며, 그는 제1차 세계 대전 당시 의무병으로 복무하다 1918년 장티푸스 증상으로 칸으로 이송된 뒤 사망하였다.
그의 작품은 자크 립시츠, 앙리 로랑스 등에게 영향을 주었다.

## 같이 보기
- 입체주의